# الرابطة الإسلامية في إيطاليا
الرابطة الإسلامية في إيطاليا هي جمعية إيطالية ذات صبغة دينية غير ربحية وذات نفع عام، تعمل على الحفاظ على الوجود الإسلامي في إيطاليا وتمكينه من المساهمة الفاعلة في خدمة مجتمعه الإيطالي. والرابطة عضو في اتحاد المنظمات الإسلامية في اوروبا.

## المقر الرئيسي
المقر الرئيسي للرابطة يقع في مدينة ميلانو بشارع مونزا رقم 50 ويمكن تغييره بقرار من الهيئة الإدارية دون حاجة إلى تعديل الدستور كما يمكن للمؤسسة فتح فروع لها في كامل التراب الإيطالي.

## رسالة الرابطة
تسعى الرابطة الإسلامية في إيطاليا إلى التواصل والتعارف مع المجتمع الإيطالي الذي تمثل جزءا منه لتقدم نموذجا إسلاميا صحيحا.

## الرؤية المستقبلية للرابطة
الحفاظ على الوجود الإسلامي في إيطاليا وترسيخه وتمكينه من التعريف بالاسلام، والدعوة إلى قيمه الإنسانية، والإسهام الفاعل في مختلف جوانب الحياة في المجتمع الإيطالي.

## المنطلقات
تنطلق الرابطة في عملها وفي علاقاتها من خلال أسس فكرية ودعوية تمثل منهاجا مبدئيا وميثاقا دعويا وتتلخص هذه الأسس في المبادئ التالية:
1. مرجعية الرابطة في فهمها للإسلام هي القرآن والسنة وما أجمعت عليه الأمة من غير تكلف أو تعسف في إطار فقه ملائم يجمع بين الأصالة والتجديد وبين المبدئية والمرونة.
2. تؤمن الرابطة بأن الإسلام منهج حياة يوجه نشاط الإنسان فردا وأسرة ومجتمعا في جميع المجالات ويحرر العقل ويرحب بالصالح النافع من كل شيء مهما كان مصدره.
3. تعتبر الرابطة أن التربية بمختلف جوانبها الإيمانية والفكرية والدعوية هي الأساس الراسخ للتكوين وتقوم على الفهم الدقيق والعمل المتواصل من خلال المنهاج الذي تطبقه مؤسساتها الأعضاء.
4. تؤمن الرابطة بضرورة العمل الإسلامي المؤسسي القائم على صدق النية والإخلاص لله تعالى والإخوة بين العاملين وسلامة المنهج والتخطيط ومتانه الارتباط بالفكرة والبذل من اجلها والثبات عليها.
5. تؤمن الرابطة أن الدعوة إلى الله بالتي هي أحسن واجب شرعي يجب العمل من اجله وتسخير الامكانيات له مع الالتزام بالقيم النبيلة ومنها (الاحترام، الصبر، التسامح، عدم تكفير مسلم أقر بالشهادتين وعمل بمقتضاهما برأي أو بمعصية). كما ترى الرابطة أن الإجماع على أمر فقهي فرعي متعذر وتعتبر الخلاف الفقهي في الفروع أمرا طبيعيا ولا يكون سببا للتفرقه في الدين وتسعة طبيعة العمل الإسلامي.
6. تنبذ الرابطة كل وسائل الإكراه والعنف وتؤمن بضرورة الحوار والتواصل وترى في التحقيق العلمي النزيه في مسائل الخلاف مع الاخرين وسيلة للوصول إلى الحقيقة من غير أن يؤدي ذلك إلى المراء والتعصب.
7. تعمل الرابطة على التواصل وتنسيق الجهود بين المؤسسات الإسلامية العاملة على الصعيد الإيطالي والأوروبي والعالمي بما يساعد على تحقيق الأهداف المشتركة.
8. تسعى الرابطة للقيام بدور حضاري بارز على الساحة الإيطالية والمساهمة الفعاله في جوانب حياة المجتمع الإيطالي المختلفة بما يحقق خير وصلاح المجتمع انطلاقا من رسالة الإسلام التعميريه وتعاليمه السمحة.
9. تشجع الرابطة وتعمل على تحقيق الاندماج الإيجابي للمسلمين في المجتمع الإيطالي اندمجا يجمع بين الحفاظ على الهوية الإسلامية من جانب وممارسة المواطنة الصالحة من جانب آخر خدمة للصالح العام وتحقيقا لمبادئ الأمن والانسجام.
10. تعتبر الرابطة ان المسلمين في إيطاليا جزءا من الأمة المسلمة تتبنى قضاياها العادلة وتدافع عن حقوقها بحكمة واعتدال مع مراعاة قاعدة الاولويات والتوفيق بين المصالح.
11. تعمل الرابطة لتكون إحدى الجسور للتواصل بين إيطاليا والعالم الإسلامي بما يحقق المصالح المشتركة والتعاون الإيجابي والسلم العالمي.

## أهداف الرابطة
تعمل الرابطة على تحقيق الأهداف التالية:
1. بناء الشخصية الإسلامية الملتزمة بتعاليم دينه المحافظة على هويتها الإسلامية المحققة لواجبات المواطنة الصالحة في مجتمعها الإيطالي والارتقاء بها روحيا وخلقيا وثقافيا واجتماعيا.
2. التعرف بالإسلام وبقيمة الحضارية وثقافته الإسلامية.
3. تفعيل دور المسلمين في تحقيق المساهمة الإيجابية في مجتمعهم الإيطالي بما يحقق ازدهاره وحل مشاكله والاندماج الإيجابي فيه.
4. خدمة قضايا العدل والأمن والسلم الاجتماعي والاهتمام بالبيئة ونبذ العنصرية والدفاع عن حقوق الإنسان وتفعيل العمل التطوعي.
5. الاهتمام بالأسرة ككيان أساسي في المجتمع والعمل على استقرارها على أساس المودة والرحمة والتكافل بين أفرادها وإعطاء عناية خاصة للطفولة والشباب وتفعيل دور المرأة من منطلق المساواة الإنسانية بين الرجل والمراه في إطار التكامل الطبيعي والاحترام المتبادل.
6. توسيع دائرة الحوار والانفتاح والتواصل الحضاري والثقافي مع الأديان والثقافات والإتجاهات الأخرى على أساس التفاهم والاحترام بما يحقق المصلحة الإنسانية العامه.
7. إنشاء المؤسسات والجمعيات المتخصصه وتطوير التعاون والتنسيق بين القائمة منها والعمل على تطويرها والارتقاء بالعاملين فيها.
8. التواصل مع العالم الإسلامي ومناصرة قضايا العادلة بحكمة واعتدال وفق القوانين مع مراعاة قاعدة الأولويات والتوفيق بين المصالح.
9. العمل على أن تكون إيطاليا أحد جسور التواصل بين أوروبا والعالم الإسلامي بما يحقق المصالح المشتركة والتعاون الإيجابي والسلم الاجتماعي.

## الخطة العامة (2010-2014)
تمثل هذه الخطة الخطوط العامة الرئيسية لكل أعمال الرابطة الإسلامية في إيطاليا وأقسام مكاتبها المختلفة. وهذه الخطة لم تأت من فراغ، وإنما هي امتداد طبيعي لكل الخطط السابقة، وهي متممة ومكملة لها تسد بعض الثغرات التي برزت في الدورات الماضية، وتعزز من الرؤية التي وضعتها وعملت بها الرابطة في دوراتها الماضية، وعليه فستبقى الملامح العامة لتلك الدروات السابقة مع ظهور إضافات هامة جدا تقتضيها طبيعة التطور في عمل الرابطة. إن الأهداف العامة للرابطة الإسلامية في إيطاليا إنما تمثل توجهات طويلة الأمد، منطلقة من رؤية واستراتيجية تمثلان محاور الاهتمام المباشر للرابطة في هذه الدورة.

## الخطة التشغيلية (2010-2014)
تمثل الخطة التشغيلية تفاصيل وخطوات تنفيذ الخطة العامة لكل أعمال الرابطة الإسلامية في إيطاليا وأقسام مكاتبها المختلفة. ويتم ذلك من خلال جدول زمني للدورة الحالية مقسم لأربع سنوات مع شرح تفصيلي للخطوات التنفيذية لكل سنة على حدا، من خلال الرؤية التي وضعتها وعملت بها الرابطة في خطتها العامة، وعليه فستبقى الملامح العامة للدروات السابقة مع ظهور إضافات هامة جدا تقتضيها طبيعة التطور في عمل الرابطة، بما يخدم الأهداف العامة للرابطة الإسلامية في إيطاليا من توجهات طويلة الأمد، منطلقة من رؤية واستراتيجية تمثلان محاور الاهتمام المباشر للرابطة في هذه الدورة.

## الهيكل الإداري
يتكون الهيكل الإداري للرابطة الإسلامية في إيطاليا من الجمعية العمومية ومجلس الشورى ومجلس الإدارة والرئيس والفروع والهيئة التحكيمية.

### الجمعية العمومية
الجمعية العمومية هي أعلى سلطة في الرابطة حين انعقادها وقراراتها ملزمة، وتتكون من:
- الأعضاء العاملون.
- ممثلون ثابتون لمده دورة الرابطة عن الجمعيات المنتسبة، يحدد عددهم مجلس شورى الرابطة عن كل جمعية منتسبة ويكون حق التصويت لمن يحمل صفة العضو العامل في الرابطة منهم ويحق له تعدد التصويت.

وتقوم الجمعية العمومية بالمهام التالية:
- انتخاب الرئيس بالأغلبية المطلقة للحاضرين أو اعفائه من مهامة بثلثي الأعضاء الحاضرين في اجتماع استثنائي يدعى له قبل شهر من انعقاده.
- انتخابات أعضاء مجلس الشورى وأعضاء الاحتياط فيه.
- استعراض التقريرين الأدبي والمالي والتصديق عليهما.
- اقرار السياسات والتوجهات العامة للمؤسسة.
- انتخاب ممثلي المؤسسة في الهيئة العمومية لإتحاد المنظمات الإسلامية في أوروبا من بين الأعضاء العاملين.
- اعتماد وتعديل النظام الأساسي بأغلبية ثلثي الحاضرين.
- تفويض مجلس الشورى فيما ترى من صلاحيات.
- قبول استقالة رئيس الرابطة.

### مجلس الشورى
مجلس الشورى هو السلطة العليا للرابطة حين انعقاده في غياب الجمعية العمومية وقراراته ملزمة بما لا يتناقض مع قرارات الجمعية العمومية، ويتكون من تسعة عشرا عضوا على النحو التالي:
- الرئيس بصفته.
- أحد عشر عضوا من بينهم اثنين من الأخوات على الأقل تنتخبهم الجمعية العمومية عن جميع الفروع من بين قائمة مرشحي كل فرع بحسب نسبة الأعضاء العاملين فيه التي يحددها مجلس الإدارة.
- أربعه أعضاء من بينهم أخت واحدة على الأقل تنتخبهم الجمعية العمومية عن جميع الفروع من بين قائمة حرة تشمل جميع من تنطبق عليه شروط عضوية المجلس.
- ثلاثة أعضاء ينتخبهم المجلس في أول اجتماع له.

ويقوم مجلس الشوري بالمهام التالية:
- انتخاب الأعضاء الثلاثة المعينين في مجلس الشورى.
- اعتماد أعضاء مجلس الإدارة الذين يرشحهم الرئيس.
- انتخاب رئيس مجلس الشورى الذي تقتصر صلاحياته داخل المجلس إلا فما يختص بمتابعة شؤون المجلس الداخلية، وتذكير الرئيس بتنفيذ قرارات المجلس.
- رسم السياسات والتوجهات العامه.
- إقرار الخطة العامه للرابطة ومتابعة مجلس الإدارة في تنفيذها.
- يحق لمجلس الشورى تفويض مجلس الإدارة في بعض صلاحياته.
- تعليق عضوية أي من أعضاء مجلس الشورى بأغلبية ثلثي الحاضرين وعرض الأمر على الجمعية العمومية في أول اجتماع لها.
- إعفاء الرئيس من منصبه بأغلبية ثلثي الحاضرين على أن لا يقل نصاب الجلسة عن الثلثين.
- اعتماد وتعديل اللوائح والنظم الداخلية بأغلبية ثلثي الحاضرين.
- قبول استقاله أي من أعضاء المجلس.

### مجلس الإدارة
مجلس الإدارة هو أعلى سلطه تنفيذية في الرابطة ويتكون من سبعه أعضاء على الأقل بمن فيهم الرئيس ونائبه ويقوم مجلس الإدارة بتنفيذ قررت الجمعية العمومية ومجلس الشورى وقراراته ملزمة.
ويقوم مجلس الإدارة بالمهام التالية:
- متابعة أعمال هيئات وأعضاء الرابطة ومحاسبتها وتوجيهها.
- اعداد الخطة والميزانية العامة للرابطة وعرضها على مجلس الشورى لاعتمادها.
- العمل على تنفيذ قرارات الجمعية العمومية ومجلس الشورى في ظل سياسات الرابطة وضوابطها.
- رفع تقارير دورية إلى مجلس الشورى عن سير العمل ومدى تنفيذ قرارات الجمعية العمومية ومجلس الشورى.
- الإعداد والدعوة لاجتماع الجمعية العمومية.
- البت في طلبات عضوية الأفراد.
- تجميد عضوية أي من الجمعيات الأعضاء عند ارتكاب مايستدعى اسقاط العضوية وعرض الأمر على مجلس الشورى في أول اجتماع له للبت النهائي.

### الرئيس
الرئيس «رئيس مجلس الإدارة» هو المسئول الأول في الرابطة يشرف على إدارة شؤونها والتحدث بإسمها وتمثيلها، وتكون مدة دورة الرئيس اربع سنوات لا تقبل التجديد لأكثر من دوره واحده تالية.
ويقوم الرئيس بالمهام التالية:
- تمثيل الرابطة والتحدث الرسمي بإسمها بما ينسجم مع سياسات الرابطة ومواقفها.
- تشكيل الهيئة الإدارية وعرضها على مجلس الشورى لإقرارها.
- اختيار نائب له من بين أعضاء المجلس الإداري يقوم بمهامه حال غيابه أو بـتفويض منه.
- رئاسة اجتماعات الجمعية العموميه ومجلس الشورى ومجلس الإدارة.
- المسؤولية أمام الجمعية العمومية ومجلس الشورى عن أعمال مجلس الإدارة وقراراته.
- حضور أي اجتماعات أو مناشط داخلية ومتابعة وتوجيه هيئات وأعضاء الرابطة.
- ايقاف أي قرارات أو أعمال صادرة عن أي من الهيئات التنفيذية للرابطة أو لجان عملها إذا رأى فيها إخلالا، وعرضها على مجلس الإدارة في أول اجتماع له للبت فيها.
- دعوة الجمعية العمومية ومجلس الإدارة ومجلس الشورى للانعقاد استثنائيا.
- إعفاء أي من أعضاء مجلس الإدارة من عضويته فيه.

### الفروع
- يقوم مجلس الإدارة بتشكيل فروع المؤسسة وذلك بتحديد عددها وامتدادها الجغرافي على أن تكون موزعة على كامل التراب الإيطالي ويراعي في ذلك عدد الأعضاء في المدن الواقعة في حيز كل فرع جغرافيا.
- يعين مجلس الإدارة رئيسا للفرع من بين ثلاثة مرشحين ينتخبهم أعضاء الرابطة في ذلك الفرع وتكون مدة ولايته أربع سنوات.
- رئيس الفرع لابد أن يكون عضوا عاملا إن وجد.
- يقدم رئيس الفرع استقالته إلى مجلس الإدارة الذي يعين بديلا عنه في حال قبولها ويطلب من رئيس الفرع الجديد اختيار مجلس جديد لإدارة الفرع.
- لمجلس الإدارة إعفاء رئيس الفرع إذا رأى منه تقصيرا أو إخلالا في تحقيق أهداف المؤسسة وعلى مجلس الإدارة ابداء أسباب الإعفاء لكل من رئيس الفرع المعفي ولمجلس الشورى وللفرع.
- يختار رئيس الفرع مجلسا لإدارة الفرع من ثلاته أعضاء على الأقل من الأعضاء الملتزمين أو العاملين يعتمدهم مجلس الإدارة.
- يعقد مجلس إدارة الفرع اجتماعا دوريا مرة واحدة في الشهر أو استثنائيا بدعوة من رئيس الفرع كلما دعت الحاجة.
- يكتمل نصاب مجلس إدارة الفرع بحضور الاغلبية المطلقة لأعضائه.
- تتخذ القرارات في مجلس إدارة الفرع بالأغلبية المطلقة للحاضرين وعند التساوي يعتبر صوت رئيس الفرع مرجحا.

### الهيئة التحكيمية
للرابطة هيئة تحكيمية داخلية تنظم شؤونها لائحة داخلية.

## انشطة الرابطة

### النشاط الدعوي
سعيا من الرابطة الإسلامية في إيطاليا لتأدية رسالتها من تواصل وتعارف مع المجتمع الإيطالي، وعملا على تقديم نموذجا إسلاميا صحيحا، تقوم الرابطة بعقد المؤتمرات والندوات العامة للتعريف بالإسلام وسماحته، وإشاعة الفهم الصحيح للإسلام المتمثل في الوسطية والاعتدال بين المسليمن في أوروبا، والتعريف بمبادئه وقيمه الإنسانية والحضارية، لذلك تعمل الرابطة على عدة محاور منها:
- الارتقاء بالحضور الإسلامي في أوروبا وتعزيز واقع المسلمين.
- إحياء الربانية بنشر قيم الإسلام وتثبيتها.
- تكوين الشخصية الإسلامية الأوروبية الفاعلة والمتوازنة.
- طرح المبادرات التعاونية والتنسيقية مع المكونات الإسلامية.
- تعزيز واقع الأسرة المسلمة وتماسكها.
- تشجيع قيام المرأة المسلمة بدور فاعل ومؤثر.
- تفعيل المشاركة المجتمعية الإيجابية للمسلمين.
- توسيع أرضية استيعاب شرائح المسلمين.
- تعزيز جهود الأئمة والمرشدات.

#### المؤتمرات
من أمثلة تلك المؤتمرات مؤتمر فبراير وأبريل 2011 حيث عقدت الرابطة العديد من المؤتمرات تحت شعار «الحرية والعدالة في ميزان الإسلام» في العديد من المدن الإيطالية منها ميلانو وتورينو وفيرونا وبولونيا وفيرنسا وروما، بحضور عدد كبير من الأساتذة والعلماء على رأسهم الدكتور راغب السرجاني.

### النشاط التربوي
في إطار سعي الرابطة الإسلامية في إيطاليا لتكوين البنية الأساسية للفرد المسلم الملتزم بدينه وتربيته على رعاية قيمة العدل والتحلي بخلق الرحمة ورعاية المنافع والأموال العامة وحفظ الأمن واحترام القوانين، وعلي الانفتاح على المجتمع والإحسان للناس ونفعهم، وعلي حماية البيئة وتجميلها، والشراكة بين الرجل والمرأة في التكاليف والمسئوليات والحقوق، تقوم الرابطة بعقد الملتقيات التربوية بحضور عدد كبير من العلماء وأساتذة التربية لغرس هذه القيم والمبادئ وتأصيلها.

#### الملتقيات التربوية
من أمثلة تلك الملتقيات الملتقى التربوي في مدينة «إربا» نوفمبر 2010 تحت عنوان «بناء المواطن الصالح», بحضور عدد كبير من الأساتذة والعلماء مثل الدكتور صلاح سلطان والدكتور الهادي بريك.

### العمل النسائي
إيمانا من الرابطة الإسلامية في إيطاليا بالدور الفعال للمرأة المسلمة في تحقيق رسالتها وأهدافها تعمل الرابطة للارتقاء بالعمل النسائي من خلال:
- الارتقاء بالحضور النسائي في أوروبا تربويا ودعويا.
- تعزيز واقع النساء على المستوي المركزي والفرعي.
- طرح المبادرات التعاونية والتنسيقية في المجال النسائي.
- تشجيع قيام الأخت المسلمة بدور فاعل ومؤثر.
- تفعيل المشاركة المجتمعية الإيجابية للنساء.
- توسيع استيعاب الأخوات.

#### دورات للعمل النسائي
من أمثلة تلك الدورات دورة «الإدارة التربوية للعمل الإسلامي» فبراير 2011 في مقر الرابطة بميلانو بحضور الدكتور خضر عبد المعطي.